# ISO 3166-2:US
Kódy ISO 3166-2 pro Spojené státy americké identifikují 50 států, federální distrikt a 6 závislých území (stav v roce 2015). První část (US) je mezinárodní kód pro USA, druhá část sestává z dvou písmen identifikujících stát.

## Seznam kódů
| Kod   | Federální subjekt              | Hlavní město       |
| ----- | ------------------------------ | ------------------ |
| US-AK | Aljaška                        | Juneau             |
| US-AL | Alabama                        | Montgomery         |
| US-AR | Arkansas                       | Little Rock        |
| US-AS | Americká Samoa                 | Pago Pago          |
| US-AZ | Arizona                        | Phoenix            |
| US-CA | Kalifornie                     | Sacramento         |
| US-CO | Colorado                       | Denver             |
| US-CT | Connecticut                    | Hartford           |
| US-DC | Washington, D.C.               |                    |
| US-DE | Delaware                       | Dover              |
| US-FL | Florida                        | Tallahassee        |
| US-GA | Georgie                        | Atlanta            |
| US-GU | Guam                           | Hagåtña            |
| US-HI | Havaj                          | Honolulu           |
| US-IA | Iowa                           | Des Moines         |
| US-ID | Idaho                          | Boise              |
| US-IL | Illinois                       | Springfield        |
| US-IN | Indiana                        | Indianapolis       |
| US-KS | Kansas                         | Topeka             |
| US-KY | Kentucky                       | Frankfort          |
| US-LA | Louisiana                      | Balton Rouge       |
| US-MA | Massachusetts                  | Boston             |
| US-MD | Maryland                       | Annapolis          |
| US-ME | Maine                          | Augusta            |
| US-MI | Michigan                       | Lansing            |
| US-MN | Minnesota                      | Saint Paul         |
| US-MO | Missouri                       | Jefferson City     |
| US-MP | Severní Mariany                | Saipan             |
| US-MS | Mississippi                    | Jackson            |
| US-MT | Montana                        | Helena             |
| US-NC | Severní Karolína               | Raleigh            |
| US-ND | Severní Dakota                 | Bismarck           |
| US-NE | Nebraska                       | Lincoln            |
| US-NH | New Hampshire                  | Concord            |
| US-NJ | New Jersey                     | Trenton            |
| US-NM | Nové Mexiko                    | Santa Fe           |
| US-NV | Nevada                         | Carson City        |
| US-NY | New York                       | Albany             |
| US-OH | Ohio                           | Columbus           |
| US-OK | Oklahoma                       | Oklahoma City      |
| US-OR | Oregon                         | Salem              |
| US-PA | Pensylvánie                    | Harrisburg         |
| US-PR | Portoriko                      | San Juan           |
| US-RI | Rhode Island                   | Providence         |
| US-SC | Jižní Karolína                 | Columbia           |
| US-SD | Jižní Dakota                   | Pierre             |
| US-TN | Tennessee                      | Nashville-Davidson |
| US-TX | Texas                          | Austin             |
| US-UM | Menší americké odlehlé ostrovy |                    |
| US-UT | Utah                           | Salt Lake City     |
| US-VA | Virginie                       | Richmond           |
| US-VI | Americké Panenské ostrovy      | Charlotte Amalie   |
| US-VT | Vermont                        | Montpelier         |
| US-WA | Washington                     | Olympia            |
| US-WI | Wisconsin                      | Madison            |
| US-WV | Západní Virginie               | Charleston         |
| US-WY | Wyoming                        | Cheyenne           |

| Americká závislá území mají i vlastní kódy dle 3166-1 | Americká závislá území mají i vlastní kódy dle 3166-1 |
| ----------------------------------------------------- | ----------------------------------------------------- |
| Americká Samoa                                        | ISO 3166-2:AS                                         |
| Guam                                                  | ISO 3166-2:GU                                         |
| Severní Mariany                                       | ISO 3166-2:MP                                         |
| Portoriko                                             | ISO 3166-2:PR                                         |
| Menší odlehlé ostrovy Spojených států amerických      | ISO 3166-2:UM                                         |
| Americké Panenské ostrovy                             | ISO 3166-2:VI                                         |